# Frederik Helstrup
Frederik Helstrup Jensen (født 16. marts 1993 i København) er en dansk fodboldspiller, der primært spiller som central forsvarsspiller for FC Helsingør.

## Klubkarriere

### Lyngby Boldklub
Efter nogle år på klubben ungdomshold, blev Helstrup permanent en del af førsteholdet i sommeren 2011. Her var han blot 17 år. Han spillede sig ikke ind på holdet som fast mand, men på trods af sin alder, fik han godt med spilletid. 
I februar 2011 var Helstrup til prøvetræning som 16-årig hos tyske Borussia Mönchengladbach. Dog blev det ikke til mere.
Helstrup spillede 35 kampe for klubben, indtil han rykkede videre til AC Horsens, som købte ham fri af kontrakten hos Lyngby.

### AC Horsens
Den 2. september 2013 bekræftede AC Horsens på deres hjemmeside, at man havde købt Helstrup fri af sin kontrakt med Lyngby BK. Her skrev han under på en kontrakt som ville udløbe i 2016. 
Træner Johnny Mølby udtalte sig pænt om den unge spiller: "Frederik Helstrup er en ung, dygtig midtstopper med et stort potentiale, og han har trods sin unge alder meget rutine fra kampe i Superligaen og 1. division."

### Helsingborgs IF
Den 25 juni 2015 købte Allsvenska-klubben Helsingborgs IF Frederik Helstrup fri af kontrakten i AC Horsens efter et succesfuldt lejeophold på 3 måneder. Klubben var trænet af den tidligere stjernespiller Henrik “Henke” Larsson. Larsson beskrev Helstrup som »en boldfast spiller med en god venstrefod«. I løbet af sine 74 kampe for klubben optrådte Helstrup flere gange som anfører. Med udgangen af 2016 rykkede klubben ud af den bedste svenske række. Efter et forår i 2017 med en presset klubøkonomi valgte Helsingborg i august 2017 af sælge Helstrup til den polske klub Arka Gdynia.  

### Arka Gdynia
Frederik Helstrup debuterede den 10. august 2017 for den polske klub i pokalturneringen i en sejr på 4-2 over Śląsk Wrocław. I 2018 spillede holdet sig frem til pokalfinalen imod Legia Warszawa. Kampen endte 2-1 til Legia efter en dramatisk kamp på det polske nationalstadion foran 50.000 tilskuere. 2 måneder senere slog Arka Gdynia mestrene fra Legia 3-2 i den polske supercup.

### Almere City
I sommeren 2020 skiftede Helstrup til Almere City i den næstbedste nederlandske række. Efter 56 kampe og 3 mål for Almere City brød parterne aftalen den 1. Juli 2022 for, at Helstrup kunne vende tilbage til Danmark.

### FC Helsingør
Frederik Helstrup tegnede i juli 2022 kontrakt med FC Helsingør for 2 år.